# Phyteumas
Phyteumas is een geslacht van rechtvleugeligen uit de familie Pyrgomorphidae. De wetenschappelijke naam van dit geslacht is voor het eerst geldig gepubliceerd in 1904 door Bolívar.

## Soorten
Het geslacht Phyteumas omvat de volgende soorten:
- Phyteumas olivaceus Karsch, 1896
- Phyteumas purpurascens Karsch, 1896
- Phyteumas whellani Dirsh, 1953